# سفتجان
سفتجان (بالفارسية: سفتجان) هي قرية تقع في قسم ورزق الجنوبي الريفي في إيران. يقدر عدد سكانها بـ 1,996 نسمة .